# Hot to Go!
"Hot to Go!" (cách điệu hoá: HOT TO GO!) là một bài hát của nữ ca sĩ kiêm nhạc sĩ viết nhạc người Mỹ Chappell Roan. Bài hát được hãng đĩa Island và Amusement phát hành làm đĩa đơn thứ bảy và cuối cùng nằm trong album phòng thu đầu tay của cô, The Rise and Fall of a Midwest Princess vào ngày 11 tháng 8 năm 2023. Bài hát do cô đồng sáng tác với Dan Nigro, cũng chính là người đã sản xuất cho nó. Đây là một bản nhạc pha trộn các thể loại synth-pop, electropop, indie pop, và dance-pop, đồng thời bị chịu ảnh hưởng từ dòng nhạc new wave trong phần nhạc khí. Được miêu tả là một bài ca cổ vũ tương tự với "Y.M.C.A." của Village People, "Hot to Go!" lấy cảm hứng từ giấc mộng thời thơ ấu của Roan là trở thành một cổ động viên.
Nhạc phẩm nhận được nhiều phản ứng tích cực từ công chúng nhờ vào câu chuyện của nó: một người phụ nữ bày tỏ mong muốn được làm tình với một người phụ nữ khác. Vũ điệu đi kèm của bài hát, bao gồm các động tác sử dụng cánh tay để đánh vần cụm "HOT TO GO" đã trở thành một xu hướng trên mạng xã hội, với hàng loạt video quay lại cảnh đám đông trong các lễ hội lớn thực hiện điệu nhảy. Một số người cho rằng bài hát đang chống lại các tiêu chuẩn truyền thống trong nền công nghiệp âm nhạc đại chúng. "Hot to Go!" gặt hái nhiều thành công sau khi ra mắt, nhanh chóng lọt vào top 10 tại Ireland và Vương quốc Anh, cũng như top 20 tại Úc, Canada, New Zealand và Hoa Kỳ.
Bài hát trở thành một trong bảy bài nhạc của Roan lọt vào bảng xếp hạng Billboard Hot 100, cùng với "Good Luck, Babe!", "Casual", "Red Wine Supernova", "Pink Pony Club", "Femininomenon", và "My Kink Is Karma".